# Choeromorpha lambi
Choeromorpha lambi är en skalbaggsart. Choeromorpha lambi ingår i släktet Choeromorpha och familjen långhorningar. Utöver nominatformen finns också underarten C. l. sumatrana.